# ユピテルとテティス

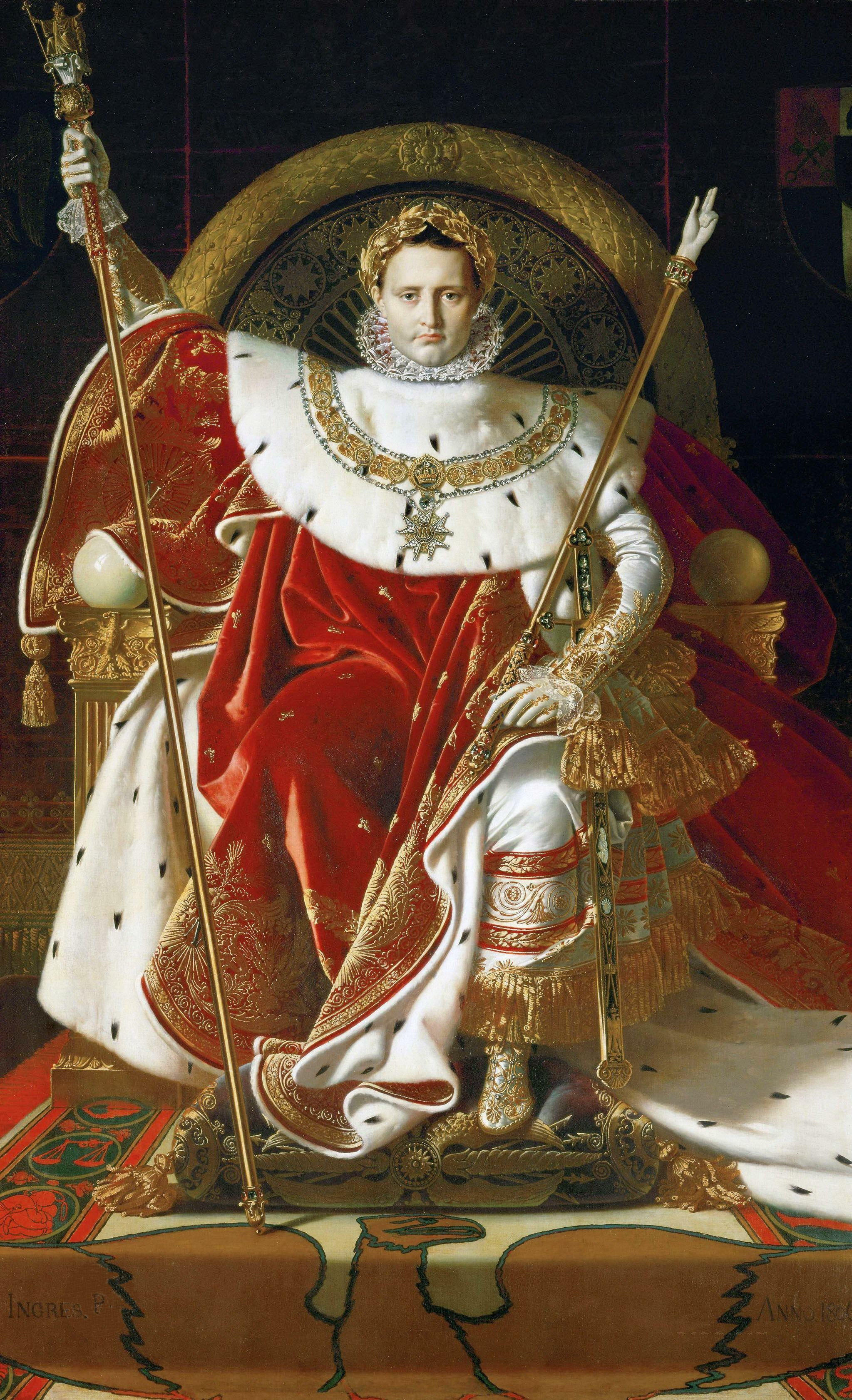
1806年の作品『玉座のナポレオン』。パリ、軍事博物館所蔵。

『ユピテルとテティス』（仏: Jupiter et Thétis, 英: Jupiter and Thetis）は、フランス新古典主義の画家ドミニク・アングルが1811年に制作した絵画である。油彩。『ジュピターとテティス』とも表記される。主題はギリシア神話であり、女神テティスがゼウス（ユピテル）に懇願するというホメロスの叙事詩『イリアス』第1巻の有名な場面から取られている。この作品はアングルがローマのフランス・アカデミーに留学していた時代に描かれた初期のもので、本国の美術アカデミーに留学の成果を示すために送った3つの作品のうちの1つである。ほかの2作品は1808年の『浴女』（La Grande Baigneuse）と『スフィンクスの謎を解くオイディプス』（Œdipe explique l'énigme du sphinx）。
酷評を受けた1806年の『玉座のナポレオン』（Napoléon Ier sur le trône impérial）と同じ構図であることが明白な本作品は、発表当時は批判にさらされたが、現在ではアングルの代表作と見なされている。マニエリスム的なデフォルマシオンと同居する写実主義、正面性を重視した安定した構図と平面的空間表現、輝きを発して見える肌や衣服の仕上げなど、アングルの特徴がいかんなく発揮されており、アングル本人もまた『ユピテルとテティス』を自身の最高傑作と位置づけている。現在はフランス南部のブーシュ＝デュ＝ローヌ県、エクス＝アン＝プロヴァンスのグラネ美術館に所蔵されている。

## 主題
テティスは海のニンフ（ネレイス）の1人で、プティア王ペレウスの妻であり、トロイア戦争で活躍したギリシア軍最年少にして最大の英雄アキレウスの母である。『イリアス』の第1巻でアキレウスは総司令官のアガメムノンから屈辱的な仕打ちを受ける。発端はアポロンに仕える老神官クリュセスが捕虜となった娘クリュセイスの返還を求めたことにある。アガメムノンはこれを拒否しただけでなく、父親を乱暴な言葉で追い返してしまう。クリュセスは悲嘆し、アポロンにギリシア軍を罰するよう願う。アポロンは老神官の願いを聞き逃さず、ギリシア軍に災厄をもたらしたため、ギリシア兵は次々に倒れていった。
軍の窮状を見かねたアキレウスは、クリュセイスを父親に還す以外にアポロンの怒りを和らげる方法はないと主張した。アガメムノンは渋々クリュセイスの返還を受け入れたが、腹いせにアキレウスの美しい捕虜ブリセイスを自分に渡すことを強要した。アキレウスは激怒し、ブリセイスの譲渡を受け入れるもアガメムノンが非礼を詫びるまで戦わないと決意する。さらにアキレウスは母テティスにオリンポスに行き、トロイアの味方をしてギリシア軍を苦しめることをゼウスに願ってもらう。ギリシア軍が戦いで苦境に立たされたならば、アガメムノンは自分に非礼を詫び、戦争に参加することを要請するであろうから、というのがアキレウスの考えであった。
そこでテティスはアキレウスの名誉のために、ゼウスにトロイア軍の味方をするよう懇願するのである。オリンポスにやって来たテティスはゼウスの前に座り、左手で膝に触れ、右手でゼウスのあごに触れながら懇願した。ゼウスはしばらく沈黙していたが、テティスが再び懇願すると、困った顔をしながらもそれを聞き届けたという。

## 作品

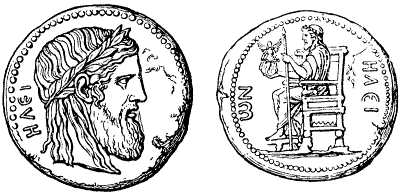
世界七不思議の1つ、オリンピアのゼウス像が描かれた古代エリス地方のコイン。

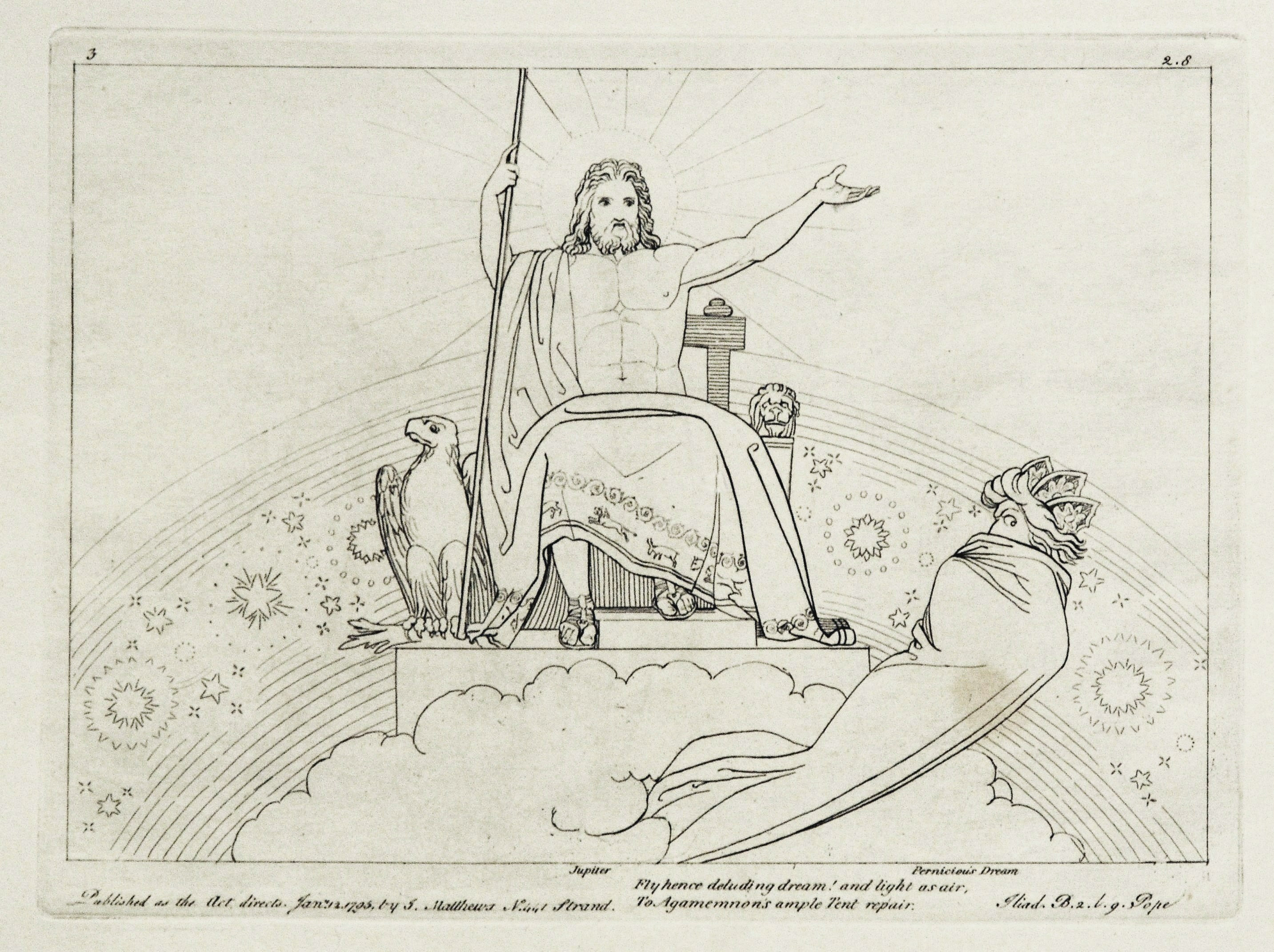
ジョン・フラックスマンが描いたゼウス。

アングルが本作品で描いたのはテティスがゼウスに懇願する場面である。ゼウスは画面中央に神々の長としての威厳をたたえながら玉座に座っている。ゼウスの構図は『玉座のナポレオン』とほぼ同じであり、玉座のそばにはアトリビュートのワシが控えている。テティスのポーズは『イリアス』とは若干異なっている。アングルのテティスはゼウスの横に跪き、右手を膝の上に置き、ゼウスを見上げながら左手を伸ばしてひげに触れている。テティスはゼウスの気を惹くために自身の魅力を最大限に利用しており、衣服がはだけた身体は上半身だけでなく臀部もほとんど露わになっている。彼女の乳房はゼウスの膝の上にあり、上目づかいにゼウスを見上げているが、ゼウスは心を動かされる様子はなく、彼女を見ようとしない。2人の背後にはゼウスの正妃ヘラ（ユノ）が描かれており、2人の様子に気づいたヘラは何事かと見守っている。

### 絵画の源泉
アングルが1806年12月25日にローマから婚約者の女性画家ジュリー・フォレスティエに宛てた手紙によると、このときすでに本作品を構想していた。イギリスの彫刻家ジョン・フラックスマンはアングルよりも早くこの主題を取り上げており、アングルは彼の作品『アキレウスに敬意を表するようにユピテルに懇願するテティス』（Thetis Entreating Jupiter to Honour Achilles, 1805年）に影響を受けた可能性がある（フラックスマンはまたオリンポスの玉座に座るゼウスの姿も描いている）。ただしフラックスマンがテティスをゼウスの正面に配置して両者を側面から描いているのに対し、アングルはテティスをゼウスの横に配置して正面像のゼウスと側面像のテティスを組み合わせて描いている。またフラックスマンの作品ではゼウスがテティスに対して身を乗り出しているのに対して、アングルの作品ではゼウスはテティスに関心を示していない点も異なっている。

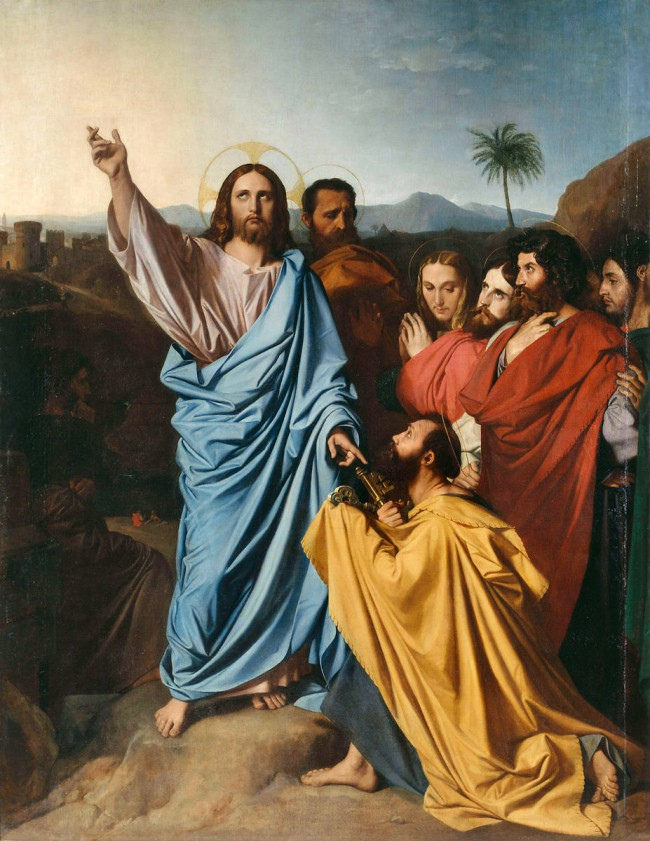
1820年の絵画『聖ペテロへの天国の鍵の授与』。アングル美術館所蔵。

ゼウスのポーズの由来はいくつか候補がある。1つは古代ギリシアの彫刻家ペイディアスによって製作されたオリンピアのゼウス像で、現存していないが、古代のコインやローマ時代のレプリカなどからおおよその姿を知ることができる。その他にアングルが当時のルーヴル美術館で見たと思われるヤン・ファン・エイク『ヘントの祭壇画』に描かれたイエス・キリスト像や、モントーバンのアングル美術館に所蔵されている聖杯に描かれた皇帝像などが挙げられる。

### ゼウスとテティスの対照性

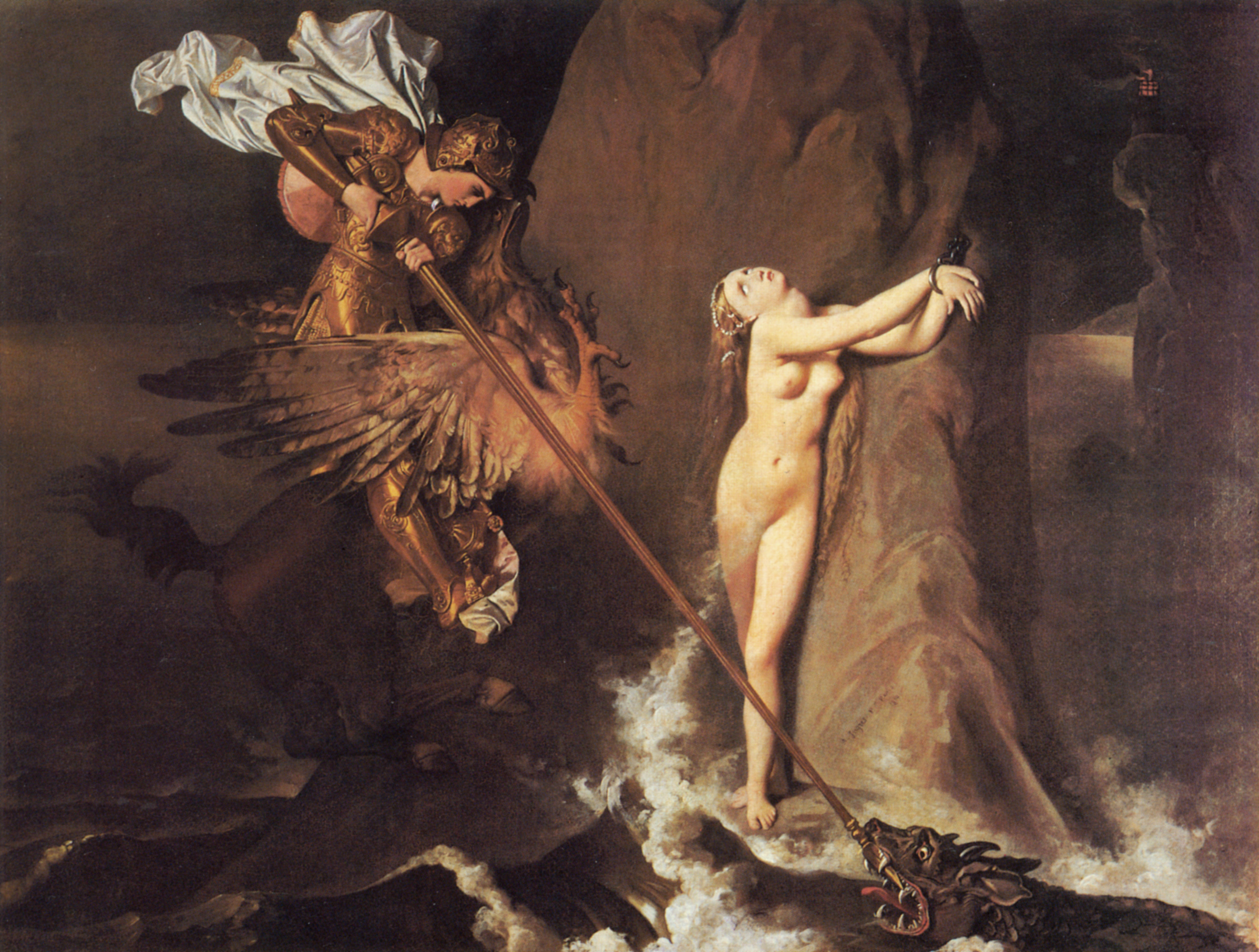
1819年の絵画『アンジェリカを救うルッジェーロ』。アンジェリカはアングルが繰り返し描いたモチーフの1つで、複数のヴァリアントが存在する。テティスと同様、のけ反ったアンジェリカの喉は膨らんで見える。ルーヴル美術館所蔵。

ゼウスとテティスは対照的に描かれており、正面像と側面像というだけでなく、男性と女性の特徴が明確に強調されて描き分けられている。ゼウスの逞しく幅広い身体は正面像にふさわしく、画面全体に質量と安定感を与えている。反対にテティスの身体は豊満なラインに加えて、複雑なポーズによってしなやかな魅力が与えられている。しかし両者の対照性はポーズや身体的特徴にとどまらず、衣服の色彩（赤と緑）や、ひだの形状にまで及んでいる。
またオリンポスで玉座に座るゼウスに対して、跪きながら上を見上げるテティスの構図は、天上世界を象徴するゼウスと嘆願者として地上からやって来たテティスとの対比となっている。アングルは同様の構図を1820年の『聖ペテロへの天国の鍵の授与』（La Remise des clés à Saint Pierre）においても用いている。この作品では正面像のイエス・キリストの横で側面像の聖ペテロが跪き、キリストを見上げながら天国の鍵を受け取っており、『ユピテルとテティス』と同様に天国を象徴するキリストと地上を象徴する聖ペテロとの対比となっている。

### 歪曲されたテティス
アングルはテティスの身体を故意に歪曲して描いた。両腕は不自然に長く引き延ばされ、ゼウスを見上げる喉は膨らんで見える。アングルは新古典主義の中にあって、しばしば解剖学的正確さを無視した非現実的な人体描写を行った。これは構図の美しさや形態的で理想化された女性美を追求した結果であり、アングルの独自性を示す好例だが、当時としては恰好の非難の的であった。アングルはこれらの歪曲した身体描写を用いることで、テティスの天上世界＝ゼウスへと向かう精神的上昇を強調している。

## 当時の反応
サロンに出品された『ユピテルとテティス』は様々な議論を巻き起こした。新古典主義の巨匠でありアングルの師であるジャック・ルイ・ダヴィッドはひどく狼狽して「私はもうどうやって絵を描くのかわからなくなってしまった」と言い、ある批評家はテティスは甲状腺腫に苦しんでいると非難した。さらに画家ミシェル・マルタン・ドロランは「漫画」と評した。
本作品は美術アカデミーに提出された性格上、当時のアカデミーの評価が公式な記録として残されている。記録は若き日のアングルを才能ある画家として認めている。にもかかわらずアングルが彼らの望む作品を描こうとしないことに苛立ちを隠せないでいる。
この評価が言わんとしていることは美術評論家ピエール＝ジャン＝バティスト・ショサールが1806年の『玉座のナポレオン』に浴びせた批判と同じである。ショサールは「いまいましい」という言葉とともに初期フランドル派の巨匠ヤン・ファン・エイクを引き合いに出して次のように言った。
これらの評価の背景の1つに、ヤン・ファン・エイクが現在ほどには高く評価されていなかったことが挙げられる。またアングルの絵画に特徴的な細部への徹底したこだわりと完璧なまでの仕上げに対し、奥行きを感じない平面的な空間表現は、美術アカデミーの基準では技術の未熟さを意味するに他ならなかった。こうしたアングルの《プリミティブ》で《ゴシック》な傾向はすでにローマ留学前の『玉座のナポレオン』などの作品で明らかなのであって、本作品は1806年の酷評を受けた後もアングルが信念を曲げなかったことを意味している。

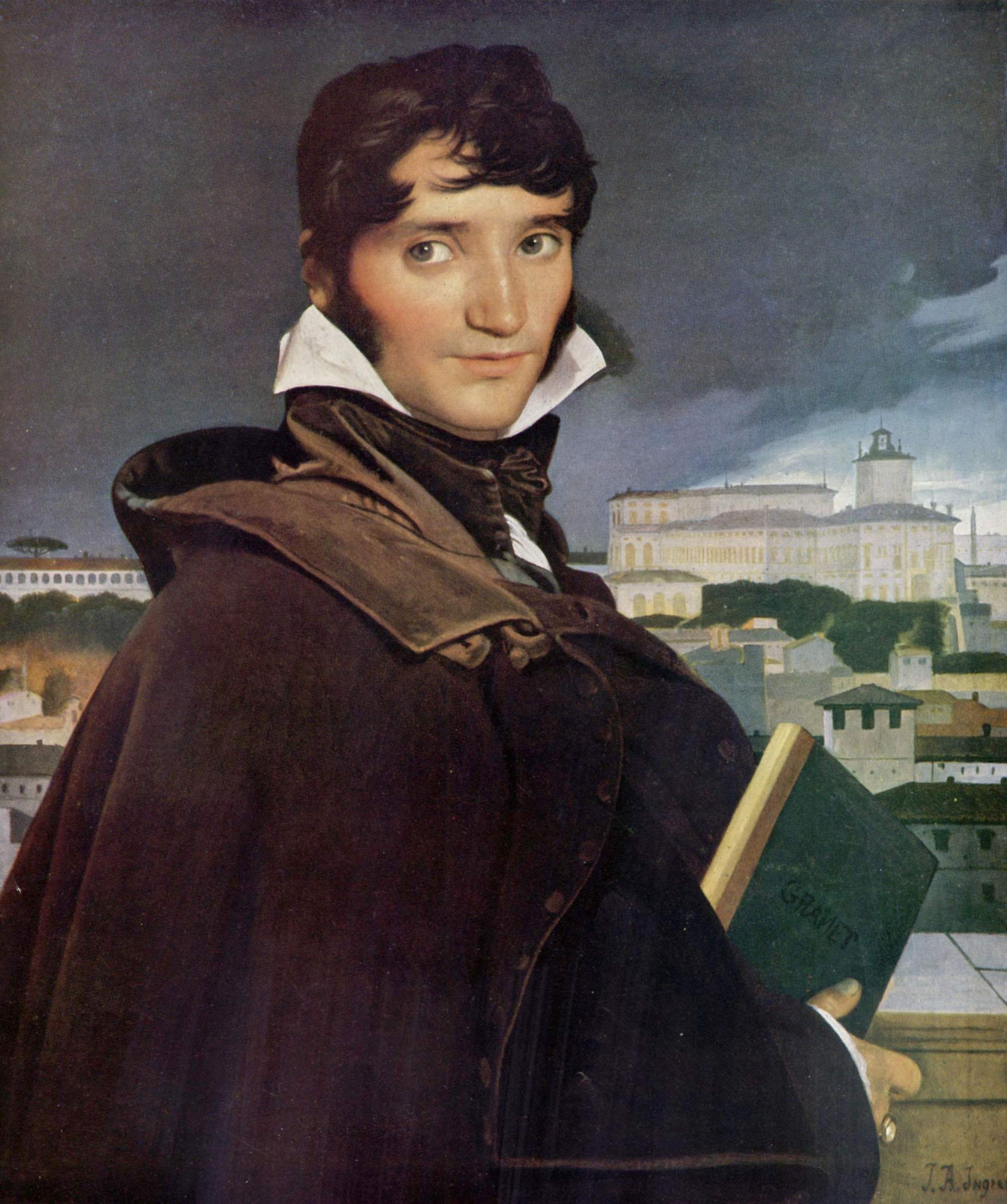
アングルがローマ留学時代の1807年に描いた『フランソワ・マリウス・グラネの肖像』。グラネ美術館の名前の由来であるグラネもまた同じ時期に留学生としてローマに滞在していた。グラネ美術館所蔵。

しかしながら、これらの批判は彼を落胆させた。アングルはローマに留学する前にジュリー・フォレスティエと婚約していたが、1807年には早くも婚約を解消している。さらに留学期間が終了し、その翌年に『ユピテルとテティス』の制作を終えた後もアングルは帰国しようとしなかった。彼がフランスに戻ったのは本作品から13年後、『ルイ13世の誓願』（Le Vœu de Louis XIII）が熱烈に歓迎された1824年のことである。もっとも、『ルイ13世の誓願』の成功は必ずしもアングルの芸術が人々に理解されたことを意味していない。『ユピテルとテティス』がフランス政府によって買い上げられた1834年は、サロンに出品した『聖サンフォリアンの殉教』（Le Martyre de saint Symphorien）が不評に終わった年でもある。この評価に憤慨したアングルはフランスを離れ、ローマに舞い戻るのだった。

## 来歴
『ユピテルとテティス』は長い間買い手がつかないままアングルのアトリエで保管されていたが、『ルイ13世の誓願』によってアングルの名声が高まった10年後の1834年にフランス政府によって買い上げられた。画家でありルーヴル美術館とヴェルサイユ宮殿美術館のキュレーターでもあったフランソワ・マリウス・グラネによって『ユピテルとテティス』は彼の故郷エクス＝アン＝プロヴァンスにもたらされ、創設されて間もないグラネ美術館に収蔵された。